# 東北経理専門学校
東北経理専門学校（とうほくけいりせんもんがっこう）とは、青森県弘前市上瓦ケ町にあった私立の専修学校。設置者は学校法人柴田学園。制服着用が義務づけられていて、1年制であった。

## 沿革
- 1987年（昭和62年）2月 - 弘前経理専門学校の合併に伴い、設置者変更の認可を受け、創立。
- 2012年（平成24年） - 閉校。

## 取得できる資格
- 電卓検定

ほか、商業実務系の資格。

## 交通
- JR・弘南鉄道弘南線弘前駅・弘南鉄道大鰐線中央弘前駅
  - 駅から徒歩約8分。
- 上代官町、中央通り一丁目（弘前駅 - 小栗山線、他）停留所。
  - 停留所から徒歩約3分。